# Polyommatus sibirica
Polyommatus sibirica är en fjärilsart som beskrevs av Fuchs 1900. Polyommatus sibirica ingår i släktet Polyommatus och familjen juvelvingar. Inga underarter finns listade i Catalogue of Life.